# Gemini Suite
Gemini Suite est une suite composée en 1970 par Jon Lord, l'organiste du groupe de rock Deep Purple.
Après Concerto for Group and Orchestra, c'est la deuxième composition de Lord qui marie rock et musique classique. Ses six mouvements correspondent chacun à un instrument et à un membre de Deep Purple : guitare (Ritchie Blackmore), chant (Ian Gillan), basse (Roger Glover), batterie (Ian Paice) et orgue et piano (Jon Lord).

## Histoire
Deep Purple n'interprète la Gemini Suite qu'une seule fois : le 17 septembre 1970 au Royal Festival Hall de Londres, avec l'orchestre de la Light Music Society, dirigé par Malcolm Arnold. Ce concert, enregistré par la BBC, ne voit le jour qu'en 1993, sous le titre Gemini Suite Live, sur lequel les six mouvements sont groupés par deux, entrecoupés par des applaudissements, pour ne faire que trois pistes.
Un an après le concert paraît un enregistrement studio de la suite, sous le seul nom de Jon Lord, dont c'est le premier album solo. Ritchie Blackmore et Ian Gillan ayant refusé d'y participer, ils sont respectivement remplacés par Albert Lee (guitare) et Yvonne Elliman et Tony Ashton (chant). Cependant, les six mouvements sont cette-fois chacun sur une piste, et pas dans le même ordre que la version avec Deep Purple, et Jon Lord y joue du piano en plus de l'orgue Hammond.

## Gemini Suite (1971)
Albums de Jon Lord
Windows
(1974)

### Titres

#### Version vinyle (1971)

##### Face 1
1. Guitar – 8:57
2. Piano – 8:03
3. Drums – 7:16

##### Face 2
1. Vocals – 5:45
2. Bass Guitar – 5:03
3. Organ – 11:52

#### Version CD (Remastered 2023)
1. Guitar – 9:01
2. Piano – 8:09
3. Drums – 7:26
4. Vocals – 5:52
5. Bass Guitar – 5:05
6. Organ – 12:06

### Musiciens
Entre parenthèses les n° des pistes du CD
- Orchestre symphonique de Londres dirigé par sir Malcolm Arnold
- Jon Lord : orgue Hammond (1, 6), piano (2, 6)
- Tony Ashton : chant (4)
- Yvonne Elliman : chant (4)
- Albert Lee : guitare (1)
- Roger Glover : basse (1, 2, 4, 5, 6)
- Ian Paice : batterie (1, 2, 3, 4, 6)

## Gemini Suite Live (1993)
Albums de Deep Purple
In the Absence of Pink
(1991) Live in Japan
(1993)

### Titres
1. First Movement: Guitar, Organ – 17:23
2. Second Movement: Voice, Bass – 10:19
3. Third Movement: Drums, Finale – 16:52

### Musiciens
Entre parenthèses les n° des pistes
- The Orchestra of the Light Music Society dirigé par sir Malcolm Arnold
- Jon Lord : orgue Hammond (1, 3-2e partie)
- Ritchie Blackmore : guitare (1-1repartie, 3-2e partie)
- Ian Gillan : chant (2-1re partie)
- Roger Glover : basse (1-1re partie, 2, 3-2e partie)
- Ian Paice : batterie (1-1re partie, 2-1re partie, 3)